# Preddvor
Preddvor là một khu tự quản (tiếng Slovenia: občine, số ít – občina) trong vùng Gorenjska của Slovenia. Preddvor có diện tích 87 km2, dân số là theo điều tra ngày 31 tháng 3 năm 2002 là 3200 người. Thủ phủ khu tự quản Preddvor đóng tại Preddvor.